# Dinan Amiri
Pour les articles homonymes, voir Amiri.
Dinan Amiri, né le 29 mai 2002 en France, est un footballeur franco-algérien qui joue au poste de latéral droit au RFCU Luxembourg.

## Biographie

### RFCU Luxembourg (depuis 2021)
Formé au sein du RFCU Luxembourg depuis 2017, c'est dans ce club que la carrière du joueur débute.
Il dispute son premier match avec le club de la capitale lors de la 4e journée de BGL Ligue 2021-2022 face au FC Wiltz 71 (victoire trois buts à deux). Cette même année, il remporte la Coupe du Luxembourg face au F91 Dudelange au Stade de Luxembourg en participant à la rencontre.

## Palmarès
| RFCU Luxembourg (1) :                    |
| ---------------------------------------- |
| - Coupe du Luxembourg - Vainqueur : 2022 |